# Sifan Hassan
Sifan Hassan (Adama, 1º gennaio 1993) è una mezzofondista etiope naturalizzata olandese, campionessa olimpica dei 5000 metri piani e dei 10000 metri piani ai Giochi olimpici di Tokyo 2020 e della maratona a quelli di Parigi 2024. È anche detentrice del record olimpico della maratona.

## Palmarès
| Anno                              | Manifestazione   | Sede           | Evento         | Risultato  | Prestazione | Note                                     |
| --------------------------------- | ---------------- | -------------- | -------------- | ---------- | ----------- | ---------------------------------------- |
| In rappresentanza dei Paesi Bassi |                  |                |                |            |             |                                          |
| 2013                              | Europei di cross | Belgrado       | Corsa U23      | Oro        | 19'40"      |                                          |
| 2014                              | Mondiali indoor  | Sopot          | 3000 m piani   | 5ª         | 9'03"22     |                                          |
| 2014                              | Europei          | Zurigo         | 1500 m piani   | Oro        | 4'04"18     |                                          |
| 2014                              | Europei          | Zurigo         | 5000 m piani   | Argento    | 15'31"79    |                                          |
| 2015                              | Europei indoor   | Praga          | 1500 m piani   | Oro        | 4'09"04     |                                          |
| 2015                              | Mondiali         | Pechino        | 800 m piani    | Semifinale | 1'58"50     | Miglior prestazione personale            |
| 2015                              | Mondiali         | Pechino        | 1500 m piani   | Bronzo     | 4'09"34     |                                          |
| 2015                              | Europei di cross | Hyères         | Corsa seniores | Oro        | 25'47"      |                                          |
| 2016                              | Mondiali indoor  | Portland       | 1500 m piani   | Oro        | 4'04"96     |                                          |
| 2016                              | Europei          | Amsterdam      | 1500 m piani   | Argento    | 4'33"76     |                                          |
| 2016                              | Giochi olimpici  | Rio de Janeiro | 800 m piani    | Batteria   | 2'00"27     | Miglior prestazione personale stagionale |
| 2016                              | Giochi olimpici  | Rio de Janeiro | 1500 m piani   | 5ª         | 4'11"23     |                                          |
| 2017                              | Mondiali         | Londra         | 1500 m piani   | 5ª         | 4'03"34     |                                          |
| 2017                              | Mondiali         | Londra         | 5000 m piani   | Bronzo     | 14'42"73    |                                          |
| 2018                              | Mondiali indoor  | Birmingham     | 1500 m piani   | Bronzo     | 4'07"26     |                                          |
| 2018                              | Mondiali indoor  | Birmingham     | 3000 m piani   | Argento    | 8'45"68     | Miglior prestazione personale stagionale |
| 2018                              | Europei          | Berlino        | 5000 m piani   | Oro        | 14'46"12    | Record dei campionati                    |
| 2019                              | Mondiali         | Doha           | 1500 m piani   | Oro        | 3'51"95     | Record dei campionati · Record europeo   |
| 2019                              | Mondiali         | Doha           | 10000 m piani  | Oro        | 30'17"62    | Miglior prestazione mondiale stagionale  |
| 2021                              | Giochi olimpici  | Tokyo          | 1500 m piani   | Bronzo     | 3'55"86     |                                          |
| 2021                              | Giochi olimpici  | Tokyo          | 5000 m piani   | Oro        | 14'36"79    |                                          |
| 2021                              | Giochi olimpici  | Tokyo          | 10000 m piani  | Oro        | 29'55"32    |                                          |
| 2022                              | Mondiali         | Eugene         | 5000 m piani   | 6ª         | 14'48"12    | Miglior prestazione personale stagionale |
| 2022                              | Mondiali         | Eugene         | 10000 m piani  | 4ª         | 30'10"56    | Miglior prestazione personale stagionale |
| 2023                              | Mondiali         | Budapest       | 1500 m piani   | Bronzo     | 3'56"00     |                                          |
| 2023                              | Mondiali         | Budapest       | 5000 m piani   | Argento    | 14'54"11    |                                          |
| 2023                              | Mondiali         | Budapest       | 10000 m piani  | 11ª        | 31'53"35    |                                          |
| 2024                              | Giochi olimpici  | Parigi         | 5000 m piani   | Bronzo     | 14'30"61    | Miglior prestazione personale stagionale |
| 2024                              | Giochi olimpici  | Parigi         | 10000 m piani  | Bronzo     | 30'44"12    | Miglior prestazione personale stagionale |
| 2024                              | Giochi olimpici  | Parigi         | Maratona       | Oro        | 2h22'55"    | Record olimpico                          |

## Altre competizioni internazionali
2014
- Oro in Coppa continentale ( Marrakech), 1500 m piani - 4'05"99

2015
- Vincitrice della Diamond League nella specialità dei 1500 m piani / miglio (18 punti)
- Oro agli FBK Games ( Hengelo), 1000 m piani - 2'34"68

2017
- Argento al Birmingham Indoor Grand Prix ( Birmingham), 3000 m piani indoor - 8'30"76

2018
- Oro in Coppa continentale ( Ostrava), 3000 m piani - 8'27"50
- Oro alla Mezza maratona di Copenaghen ( Copenaghen) - 1h05'15"

2019
- Bronzo ai London Anniversary Games ( Londra), 5000 m piani - 14'22"12
- Oro al Prefontaine Classic ( Eugene), 3000 m piani - 8'18"49
- Oro all'Herculis ( Monaco), miglio - 4'12"33
- Vincitrice della Diamond League nella specialità dei 1500 m piani / miglio
- Vincitrice della Diamond League nella specialità dei 3000 / 5000 m piani

2020
- Oro al Memorial Van Damme ( Bruxelles), 1 ora - 18930 m

2021
- Oro agli FBK Games ( Hengelo), 10000 m piani - 29'06"82

2022
- 5ª al Weltklasse Zürich ( Zurigo), 5 km - 14'38"

2023
- Bronzo ai London Anniversary Games ( Londra), 5000 m piani - 14'13"42
- Oro alla Maratona di Londra ( Londra) - 2h18'33"
- Oro alla Maratona di Chicago ( Chicago) - 2h13'44"

2024
- 4ª alla Maratona di Tokyo ( Tokyo) - 2h18'05"
- 7ª al Prefontaine Classic ( Eugene), 5000 m piani - 14'34"38

2025
- Bronzo alla Maratona di Londra ( Londra) - 2h19'00"

## Riconoscimenti
- Atleta mondiale dell'anno (2024)
- Atleta dell'anno - Strada femminile (2024)
- Atleta europea dell'anno (2021)
- Sportiva olandese dell'anno (2019, 2021, 2024)